# Ferrofluid

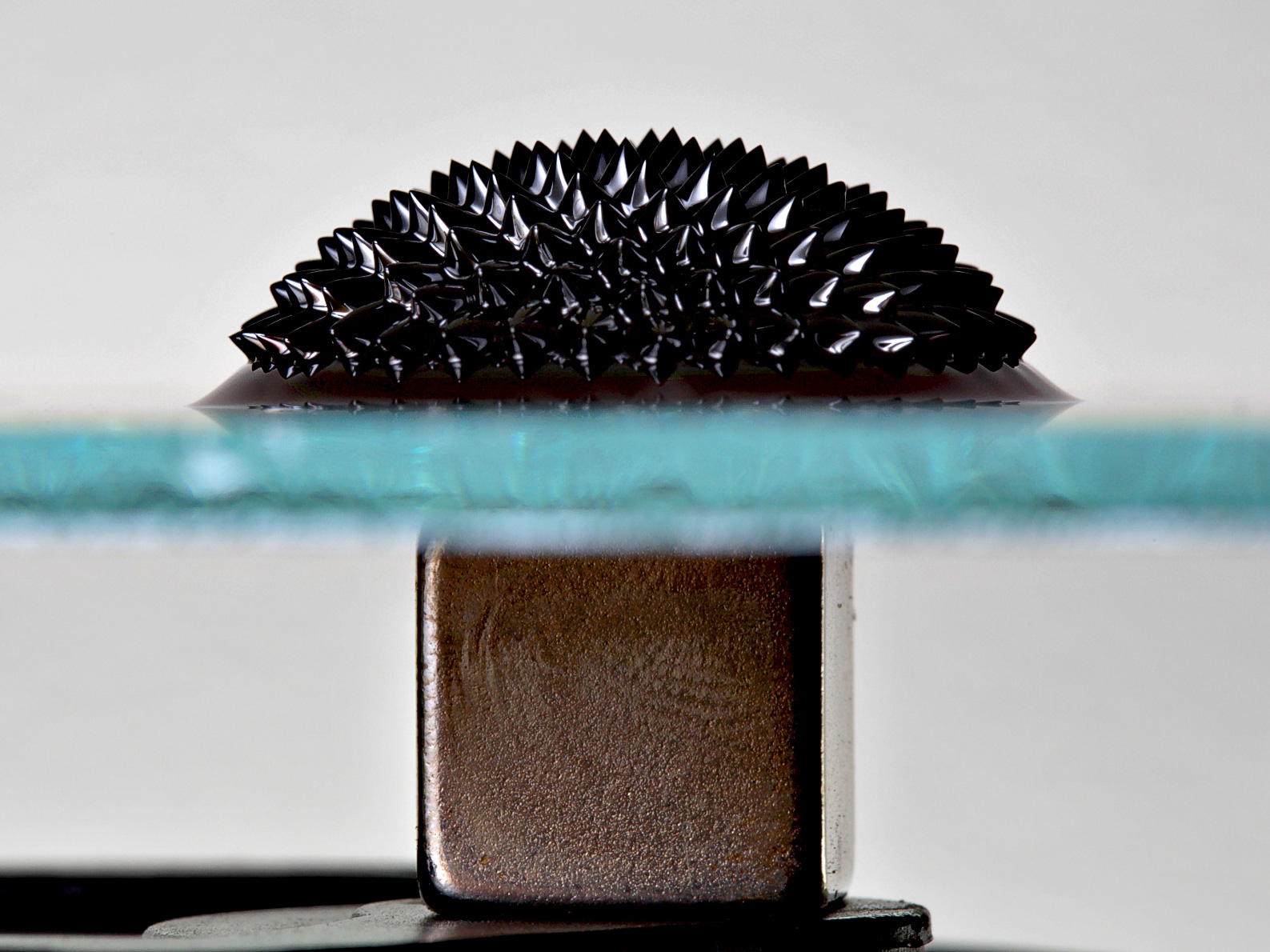
Ferrofluid sobre un cristall, amb un iman a la part inferior

Un ferrofluid és un líquid altament polaritzable amb la presència d'un camp magnètic. Els ferrofluids són una mescla entre partícules ferromagnètiques contingudes en un solvent orgànic com àcids cítrics, àcids olèics o fins i tot l'aigua.
És a dir són petites partícules de ferro cobertes per un líquid, per a evitar l'aglomeració d'aquestes partícules causada per les forces de van der Waals, que li dona propietats de líquid.

## Descripció
Els ferrofluids es componen de partícules a escala nanomètrica de magnetita, hematites o algun altre compost que contingui ferro. La dimensió de les partícules és prou petita perquè l'agitació tèrmica les dispersi de manera uniforme dins d'un fluid portador, i perquè aquestes puguin contribuir a la resposta magnètica general del fluid. Això és similar a la forma en què els ions en una solució de sal aquosa paramagnètica li confereixen aquestes propietats paramagnètiques. La composició d'un ferrofluid típic és d'aproximadament un 5% de sòlids magnètics, un 10% de tensioactius i un 85% portadors.
Les partícules en els ferrofluids es dispersen en un líquid, sovint es tracta d'un agent tensioactiu i, per tant, són suspensions col·loïdals-materials amb propietats de més d'un estat de la matèria. En aquest cas, els dos estats de la matèria són el metall sòlid i el líquid. Aquesta capacitat de canviar de fases amb l'aplicació d'un camp magnètic els permet ser utilitzats com a lubricants, i poden obrir portes a noves aplicacions en el futur.
Els ferrofluids són estables, això significa que les partícules sòlides no s'aglomeren o se separen en fase, encara que estigui sota la influència de camps magnètics molt forts. No obstant això, el surfactant tendeix a descompondre’s amb el pas del temps i finalment les nanopartícules s'aglomeren i se separen, deixant de contribuir a la resposta magnètica del fluid.
El terme fluid magnetoreológic es refereix als líquids similars als ferrofluids que se solidifiquen en la presència d'un camp magnètic. Els elements magnetoreológic tenen partícules magnètiques a escala micromètrica que són tres ordres de magnitud major que les dels ferrofluids.
No obstant això, els ferrofluids perden les seves propietats magnètiques a temperatures prou altes, coneguda com la temperatura de Curie.

### Surfactants comuns per a ferrofluids
Els ferrofluids poden contenir els següents surfactants:
- àcid oleic
- hidròxid de tetrametilamoni
- àcid cítric
- lecitina de soja

## Característiques de ferrofluid que afecten el rendiment
L'estabilitat tèrmica d'un ferrofluid està relacionada amb la densitat de la partícula. Les partícules semblen comportar-se com un catalitzador, que condueixen a la reticulació de les cadenes moleculars i l'eventual congelació del fluid. L'activitat catalítica és més gran a temperatures elevades i, per tant, els ferrofluids es congelen més ràpidament a aquestes temperatures.
Els ferrofluids d'alta magnetització són d'interès, ja que produeixen eficiències volumètriques de dissenys de circuits magnètics que condueixen a productes lleugers i de costos més baixos. També poden ser utilitzats per reduir la reticència dels circuits magnètics. El domini de magnetització de la magnetita en última instància, limita el valor màxim de magnetització que es pot fer en un ferrofluid.

## Origen
Els ferrofluids es van descobrir originalment en la dècada del 1960 al Centre d'Investigació de la NASA, on els científics estaven investigant diferents mètodes possibles de control de líquids en l'espai. Els beneficis d'un fluid magnètic van ser immediatament obvi: La ubicació del fluid podria ser controlada amb precisió a través de l'aplicació d'un camp magnètic, i, mitjançant la variació de la intensitat del camp, els fluids podien ser forçats a fluir.

## Aplicacions
El ferrofluid té un ampli camp d'aplicacions que engloba des de camps científics fins a arts plàstiques. Tot seguit s'enumeren les principals aplicacions d'aquests.

### Dispositius electrònics
Els ferrofluids s'utilitzen per formar segells de líquids al voltant dels eixos d'accionament que fa girar discos durs. L'eix de rotació està envoltat pels imants. Una petita quantitat de ferrofluid, col·locat en el buit entre l'imant i l'eix, es manté al seu lloc per la seva atracció cap a l'imant. El fluid de partícules magnètiques formen una barrera que evita que les deixalles entrin a l'interior de la unitat del disc dur.

### Enginyeria mecànica
Els ferrofluids tenen capacitats de reducció de fricció. Si s'aplica a la superfície d'un imant fort, pot fer que aquest llisqui a través de les superfícies llises amb poca resistència.

### Militar
Les Forces Aèries dels EUA va introduir una pintura feta de ferrofluids i substàncies no-magnètiques per a radars. El material contribueix a reduir la reflexió de les ones electromagnètiques dels radars. També s'usa per a generar armadures personals, ja que el ferrofluid presenta qualitats molt interessants, és un material flexible com un líquid però quan se li aplica un camp magnètic augmenta 50 vegades la seva resistència.

### Aerospacial
La NASA ha experimentat amb l'ús de ferrofluids en un bucle tancat com la base per al sistema de control d'actitud d'un vehicle espacial. S'aplica un camp magnètic a un bucle de ferrofluids per a canviar el moment angular i influir en la rotació de la nau espacial.

### Mesura
Els ferrofluids tenen nombroses aplicacions en òptica per les seves propietats refractives, ja que cada partícula micromagnética reflecteix llum. Aquestes aplicacions inclouen el mesurament de la viscositat específica d'un líquid col·locat entre un polaritzador i un analitzador i sent il·luminats per un làser d'heli-neó.

### Aplicacions mèdiques
S'usa com a agent contrastant per prendre imatges en ressonància magnètica i pot ser usat per a la detecció del càncer. En aquest cas els ferrofluids estan compostos per nanopartícules d'òxid de ferro i són anomenades SPION (Superparamagnetic Iron Oxide nanoparticles). També hi ha molta investigació en l'ús dels ferrofluids a tractaments experimentals contra el càncer anomenats Magnetic Hyperthermia, està basat en el fet que un ferrofluid en un camp magnètic alternatiu desprèn calor.

### Transferència de calor
Un camp magnètic extern aplicat a un ferrofluid amb susceptibilitat variable resulta en una força magnètica no uniforme, que permet una transferència de calor anomenada convecció termomagnética. Aquesta forma de transferència de calor pot utilitzar-se quan la convecció convencional és inadequada, per exemple en dispositius miniatura o sota condicions de gravetat reduïda.

### Acústica
Els ferrofluids comunament s'utilitzen per a eliminar la calor de la bobina dels altaveus i per passivar l'amortiment del moviment del con. Com que els ferrofluids són paramagnètics, obeeixen a la Llei de Curie, per la qual cosa es tornen menys magnètics a mesura que augmenta la temperatura. Un gran imant que se situa a prop de la bobina produeix escalfor, de manera que atraurà el ferrofluid fred més que el ferrofluid calent, forçant que el ferrofluid calent s'allunyi de la bobina i així baixi la temperatura. És un efecte de refredament eficient que no requereix energia addicional per funcionar.

### Òptica
S'estan realitzant investigacions per crear un mirall magnètic que s'adeqüi a les formes de la Terra basat en telescopis astronòmics.

### Art
Alguns museus d'art tenen dispositius especials que utilitzen imants per fer que els ferrofluids es moguin al voltant d'una superfície com una font per entretenir els visitants.